# Guzmania pallida
Guzmania pallida är en gräsväxtart som beskrevs av Lyman Bradford Smith. Guzmania pallida ingår i släktet Guzmania och familjen Bromeliaceae. Inga underarter finns listade i Catalogue of Life.